# Powiat de Piotrków
Pour les articles homonymes, voir Piotrków (homonymie).
Le powiat de Piotrków (en polonais : Powiat piotrkowski) est un powiat  (district - une division administrative territoriale) de la voïvodie de Łódź, dans le centre-sud de la Pologne. 
Il est né le 1er janvier 1999, à la suite des réformes polonaises de gouvernement local passées en 1998 et créée en 2002.
Le siège administratif (chef-lieu) du powiat est la ville de Piotrków Trybunalski, bien qu'elle n'en fasse pas partie du powiat, étant une ville-district.. Il y a deux autres villes dans ce powiat: Sulejów qui se situe à environ 15 kilomètres à l'est de Piotrków Trybunalski, et récemment Wolbórz (classée comme ville depuis le 1er janvier 2011).
Le district couvre une superficie de 1 429,12 kilomètres carrés. En 2006, sa population est de 90 227 habitants, avec une population pour la ville de Sulejów de 6 387 habitants, et une population rurale de 83 840 habitants.

## Division administrative
Le district est subdivisé en 11 gminy (communes) (2 urbaine-rurales et 9 rurales) :
- 2 communes urbaines-rurales : Sulejów et Wolbórz.
- 9 communes rurales : Aleksandrów, Czarnocin, Gorzkowice, Grabica,  Łęki Szlacheckie, Moszczenica, Ręczno, Rozprza, Wola Krzysztoporska.

| Gmina                     | Type         | Superficie (km²) | Population (2007) | Siège               |
| Gmina Sulejów             | urbain-rural | 189,5            | 15 581            | Sulejów             |
| Gmina Moszczenica         | rural        | 111,6            | 12 766            | Moszczenica         |
| Gmina Rozprza             | rural        | 162,5            | 12 039            | Rozprza             |
| Gmina Wola Krzysztoporska | rural        | 170,4            | 11 575            | Wola Krzysztoporska |
| Gmina Gorzkowice          | rural        | 102,3            | 8 631             | Gorzkowice          |
| Gmina Wolbórz             | urbain-rural | 151,2            | 7 646             | Wolbórz             |
| Gmina Grabica             | rural        | 127,2            | 6 087             | Grabica             |
| Gmina Aleksandrów         | rural        | 144,0            | 4 514             | Aleksandrów         |
| Gmina Czarnocin           | rural        | 72,7             | 4 073             | Czarnocin           |
| Gmina Łęki Szlacheckie    | rural        | 108,4            | 3 686             | Łęki Szlacheckie    |
| Gmina Ręczno              | rural        | 89,2             | 3 629             | Ręczno              |

## Démographie
Données du 31 décembre 2007
| Description | Total  | Total | Femmes | Femmes | Hommes | Hommes |
| ----------- | ------ | ----- | ------ | ------ | ------ | ------ |
| Unité       | Nombre | %     | Nombre | %      | Nombre | %      |
| Population  | 90 392 | 100   | 46 033 | 50,93  | 44 359 | 49,07  |
| Urbain      | 6 360  | 7,04  | 3 233  | 3,58   | 3 127  | 3,46   |
| Rural       | 84 032 | 92,96 | 42 800 | 47,35  | 41 232 | 45,61  |

## Histoire
De 1975 à 1998, les différentes gminy du powiat actuel appartenaient administrativement à la voïvodie de Piotrków.